# Нутрихондрия
Нутрихондрия (Nutrichondria) — это психологически обусловленное расстройство приема пищи, характеризующееся навязчивыми идеями о вреде каких-либо продуктов для организма без медицинских на то оснований. При данном заболевании человек чрезмерно озабочен негативными последствиями потребления некоторых продуктов питания. Зачастую диагнозы по непереносимости определенных элементов (в основном глютена и лактозы) ставятся самостоятельно, на основе недостаточных или вовсе ошибочных научных доказательств. Нутрихондрия представляет собой разновидность ипохондрии.

## Исследование заболевания

##### В Великобритании
Согласно исследованию британской компании DNAfit, в котором принимали участие 4000 респондентов, почти половина опрошенных (45 %) утверждают, что они страдают от непереносимости или от аллергии на определенные продукты питания. Однако только у 15 % из них есть медицинское подтверждение болезни, что говорит о том, что остальные 30 % респондентов поставили диагноз самостоятельно. Чаще всего опрошенные упоминали вред лактозы и глютена (32 % и 24 % соответственно), что, однако, было доказано медицинскими тестами и диагностиками лишь в 5 % случаев. Согласно исследованию, молодые люди в возрасте от 24 до 35 лет наиболее подвержены нутрихондрии. Больше половины опрошенных (57 %) в этой возрастной категории считают, что у них есть непереносимость или аллергия, по сравнению с только 28 % для группы респондентов старше 55 лет.

##### В США
Исследования в области здоровья, проведенные компанией Pew Research Center показали, что взгляды людей на вопросы питания напрямую связаны с тем, насколько сильно они сосредоточены на своем рационе. Те респонденты, что характеризуют себя как наиболее заинтересованных в правильном питании (86 %), более склонны к диетам и чаще указывают на наличие у них аллергических реакций на определенные виды продуктов. Глютен и лактозу из своего рациона исключают 12 % и 17 % опрошенных соответственно.

## Причины появления нутрихондрии
Распространение нутрихондрии связано с возросшей популярностью принципов правильного питания и ЗОЖ, особенно широко освещаемых в СМИ. В условиях большого количества информации медицинского характера о разнообразных продуктах питания, их свойствах и влиянии на организм человека, пользователи Интернета и других средств массовой информации чувствуют себя достаточно компетентными для обнаружения симптомов непереносимости определенных пищевых элементов без консультации со специалистами. Это приводит к самостоятельному установлению диагноза и необходимой диеты.
По мнению исследователей DNAfit, причины распространения данного расстройства весьма разнообразны и редко имеют научную основу. Так, среди основных факторов были названы:
- Сравнение своего состояния с популярной личностью, которая рассказывала о схожих симптомах
- Советы и рекомендации, полученные от членов семьи и друзей
- Чтение статей о подобных заболеваниях
- Резкое увеличение массы тела
- Получение информации о болезнях посредством социальных сетей

Проблема заключается в том, что сейчас очень много неквалифицированных «специалистов» в социальных сетях, которые дают анекдотические советы.
Отказ от продуктов, содержащих лактозу или глютен, становится все более и более популярным, и это связано с такими мифами как «молочные продукты вредны для вас» и «глютен портит здоровье кишечника». Ни одно из этих утверждений не соответствует действительности.
Кроме того, в настоящее время имеются бесчисленные тесты, которые предположительно «диагностируют» любую пищевую непереносимость, но у них нет доказательств в отношении точности результатов.
Оригинальный текст (англ.)The problem is, there are now so many unqualified people on social media giving out anecdotal advice. 
Things like dairy and gluten are now becoming more and more popular to cut out of one's diet and this stems from myths like "dairy is bad for you" and "gluten messes with your gut health". No such statements are true.
Furthermore, there are now countless tests available that supposedly "diagnose" any food intolerances one might have yet they have no evidence behind them in regards to the accuracy of the results. 
— нутрициолог Рианнон Ламберт

## Последствия нутрихондрии

### Вред для здоровья
Ограничения в питании, не основанные на медицинских показаниях, могут отрицательно сказываться на здоровье человека. Согласно исследованию DNAfit, больше половины респондентов (52 %) в возрастной группе от 25 до 34 лет утверждают, что готовы отказаться от глютена, не имея на то медицинских причин. Это означает исключение из рациона продуктов, содержащих пшеницу и ячмень, которые оказывают положительное воздействие на сердечно-сосудистую систему.
Кроме того, люди, отказавшиеся от глютена, более склонны к набору веса, так как они потребляют больше калорий. Широко распространенные альтернативные виды безглютеновой муки обладают более высоким гликемическим индексом, содержат больше углеводов и калорий, чем пшеничная мука. В безглютеновую выпечку также зачастую добавляют больший процент жиров и сахара, чтобы восполнить отсутствие клейковины.
Исключение глютена из рациона может также привести к нехватке в организме клетчатки и других питательных элементов.
Нутрихондрики могут так же отказываться и от овощей из-за убежденности в возможной аллергической реакции, что лишает организм необходимых витаминов.

### Психологические последствия
Помимо негативного влияния на здоровье, нутрихондрия может сказываться на психологии человека и на его ментальном здоровье. Нутрихондрия провоцирует навязчивые мысли о питании, отдельных продуктах и их вреде, что приводит к появлению напряженности и тревожности, боязни нанести организму вред и вызвать аллергическую реакцию. Ограничения рациона заставляют нутрихондрика находиться в постоянном состоянии контроля, которое усугубляет чувство вины в случае срыва.

### Влияние на межличностные отношения
Нутрихондрия может стать препятствием к выстраиванию нормальных отношений с другими людьми. Согласно исследованию DNAfit, каждый пятый респондент признается, что готов отказаться от приглашения поужинать с нутрихондриком из-за навязчивых идей о правильности питания.

### Экономические последствия
Нутрихондрики тратят на еду до 17 % больше за счет выбора безглютеновых и безлактозных опций